# Ed Rendell
Edward Gene "Ed" Rendell (født 5. januar 1944) er en amerikansk politiker for det demokratiske parti. Han var den 45. guvernør i delstaten Pennsylvania i perioden 2003 til 2011, hvor han blev afløst af republikaneren Tom Corbett. Rendell var tidligere borgmester i Philadelphia.